# Хелън Хоан
Хелън Хоан (на английски: Helen Hoang) е американска писателка на произведения в жанра любовен роман.

## Биография и творчество
Хелън Хоан е родена през 1982 г. в Минеаполис, Минесота, САЩ. Майка ѝ е виетнамска имигрантка. Още като тийнейджър се пристрастява към романтичната литература, за да се бори със социалната тревожност. Получава бакалавърска степен по бизнес администрация от университета „Корнел“. След дипломирането си се мести в Южна Калифорния и работи в областта на финансите в продължение на няколко години.
Първият ѝ роман „Уравнението на любовта“ от поредицата „Коефициентът на целувките“ е издаден през 2018 г. През 2016 г. при среща с предучилищния учител на дъщеря ѝ разбира, че тя е от аутистичния спектър и при изследване установява, че също е диагностицирана със синдром на Аспергер. Подлага се на лечение и това я вдъхновява за романа. В историята главната героиня Стела Лейн има успешна работа, но страда от аутизъм и няма любовен живот. Затова тя наема придружителя Майкъл Фан, за да отговори на въпросите от нейния старателно подготвен списък. Романът става бестселър в списъка на „Ню Йорк Таймс“, предвиден е за екранизиране и я прави известна.
В следващия ѝ роман от поредицата, „Съпруга по поръчка“ от 2019 г., главната героиня Есме Тран е красива, но бедна млада жена от Виетнам, която е наета от майката на Кай Диеп, задълбочен в работата си счетоводител, да го изведе от уединението му причинено от аутизъм и да спечели любовта му.
Хелън Хоан живее със семейството си в Сан Диего.

## Произведения

### Поредица „Коефициентът на целувките“ (Kiss Quotient)
- The Kiss Quotient (2018) – „Уравнението на любовта“, изд.: ИК „Ибис“, София (2019), прев. Ирина Ценкова
- The Bride Test (2019) – „Съпруга по поръчка“, изд.: ИК „Ибис“, София (2022), прев. Мария Димитрова
- The Heart Principle (2021)